# Olivos
Olivos ist ein Ortsteil (barrio) der Stadt Vicente López in der Provinz Buenos Aires und liegt im Ballungsraum der Hauptstadt Buenos Aires, dem Gran Buenos Aires. Das Gebiet hat 75.527 Einwohner (INDEC von 2001) und eine Bevölkerungsdichte von 9.809 Einwohnern pro km². Bevor im Jahr 1939 die Gesamtheit des Partidos Vicente López zu einer einzigen Stadt erklärt wurde, war Olivos ein eigenständiger Ort und die Hauptstadt des Partidos. Bis heute befindet sich in Olivos der Sitz der Regierung des Partidos, so dass Olivos de facto als Verwaltungssitz des Partidos angesehen wird. Olivos ist auch ein offizieller Wohnsitz des Argentinischen Präsidenten und eine beliebte und exklusive Wohngegend, deren Bewohner zumeist nach Buenos Aires pendeln. Im Osten ist es durch den Río de la Plata begrenzt.

## Geschichte
Olivos befand sich an der Handelsroute Buenos Aires – Córdoba und war schon im 18. Jahrhundert gut bekannt. Seit 1770 trägt der Ort seinen heutigen Namen, der auf eine Olivenbaumpflanzung eines Landbesitzers, Domingo de Acassuso, in der Gegend, hinweist. Später erwarben der damalige Vizekönig Antonio de Olaguer y Feliú und ein deutscher Siedler, Hernán Wineberg, Land im heutigen Stadtgebiet, das wiederum 1860 für den Bau einer Eisenbahnlinie weiterverkauft wurde. Nach der Einweihung der Eisenbahnstrecke 1863 wurden viele von der Ruhe und dem bequemen Zugang zur Hauptstadt angezogen und Olivos entwickelte sich rasch. 1897 wurde die Kirche Jesús en el Huerto de los Olivos geweiht. 1905 wurden auf Erlass der Partido San Isidro geteilt, es entstand der Partido Vicente López mit Olivos als Verwaltungssitz. 1917 wurden die erste Klinik sowie eine Marina eingeweiht. Die Eröffnung der Nationalstraße 9 in den 1930ern erhöhte nochmals die Attraktivität des Ortes für Tagespendler.

## Wohnsitz des Argentinischen Präsidenten
In Olivos befindet sich auch die Villa Quinta de Olivos, die – neben der Casa Rosada – als weiterer Wohnsitz des argentinischen Präsidenten dient. 1941 stiftete die Familie von Carlos Villate Olaguer, einem Ur-Urenkel von Antonio de Olaguer y Feliú, ein 35 Hektar großes Grundstück zum Bau der Präsidenten-Residenz. Das Haus im Neugotischen Stil wurde von Prilidiano Pueyrredón entworfen. Hier wurde auch der Pakt von Olivos unterzeichnet.

## Söhne und Töchter des Barrios
- Pino Solanas (1936–2020), Filmregisseur, Drehbuchautor und Politiker
- Serena Amato (* 1974), Seglerin
- Javier Horacio Pinola (* 1983), argentinisch-italienischer Fußballspieler und -trainer
- Juan Bar (* 1987), Handballspieler
- Ignacio Ortíz (* 1987), Hockeyspieler
- Juan Manuel Vázquez (* 1988), Handballspieler
- Manuel Hidalgo (* 1999), argentinisch-italienischer Fußballspieler